# 只有回憶太難過
《只有回憶太難過》（日语：思い出だけではつらすぎる）是日本歌手柴崎幸的第4張單曲（包含RUI的名義）。於2003年9月3日由環球音樂發行。

## 介紹
A面曲由中島美雪作詞、作曲，是柴崎2003年出演的電視劇《小孤島大醫生》（日语：Dr.コトー診療所）的片尾曲、挿入歌。中島在同年11月19日發行的專輯《情書》中自翻唱。
B面曲《勿忘草》（日语：忽忘草）收錄在精選集《The Back Best》中。精選集版是重新錄製的。

## 歌曲
1. 只有回憶太難過
作詞、作曲: 中島美雪
編曲: 千住明
富士電視台《小孤島大醫生》挿入歌
2. 勿忘草
作詞: 柴崎幸
作曲: 松本良喜
編曲: 田邊惠二
弦樂編曲: 前嶋康明
格力高「慕斯百奇」廣告歌
3. 只有回憶太難過 (Backing Track)
作曲: 中島美雪
編曲: 千住明
4. 勿忘草 (Backing Track)
作曲: 松本良喜
編曲: 田邊惠二
弦樂編曲: 前嶋康明

## 收錄
只有回憶太難過
- 《甜蜜》
- 《Single Best》
- 《KO SHIBASAKI ALL TIME BEST 詩》

只有回憶太難過
- 《甜蜜》
- 《The Back Best》

## 外部連結
- 只有回憶太難過 （页面存档备份，存于）- 環球音樂柴崎幸官方頁面
- 只有回憶太難過- 柴崎幸官方網站

### 試聽
- 只有回憶太難過 (MV) （页面存档备份，存于） - YouTube